# B.C. Rich

Logo.

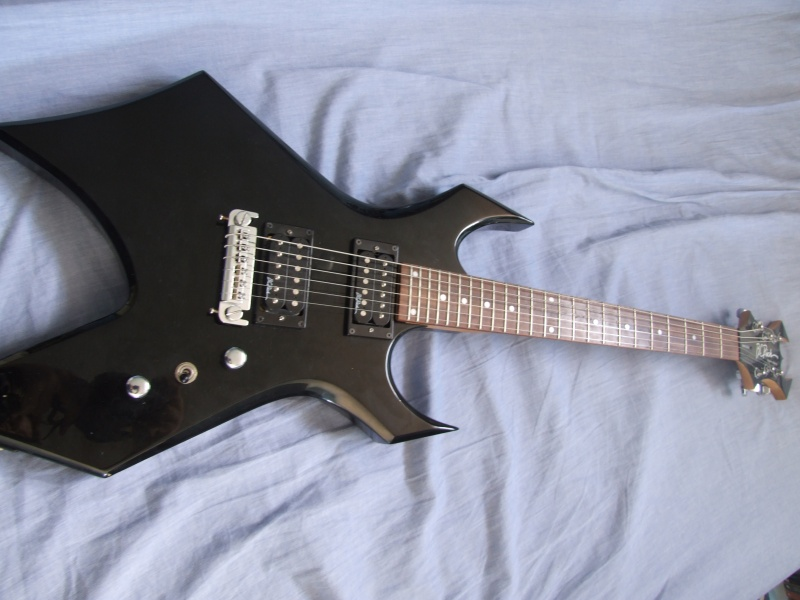
En B.C. Rich Warlock-gitarr.

B.C. Rich är en tillverkare av gitarrer, både elektriska och akustiska, och av elbasar samt av tillbehör till gitarrer såsom fodral.
B.C. Rich har blivit mest känd för sina hårdrocksgitarrer. Av de första, mest kända och mest sålda kan nämnas Warlock, Bich och Beast. Det finns dock långt fler modeller, exempelvis Virgin och Iron Bird. 

År 2003 och 2004 släppte B.C. Rich en hel serie gitarrer under samlingsnamnet ”Art Collection”. Alla gitarrer i en sådan serie är budgetgitarrer med priser från 2 500 till 3 000 kronor med Bich's Back som den dyraste med sina 5000 kronor. Gitarrerna från 2003-serien gjorde mest succé. Art Collection-modellerna var tänkta att representera var sin månad och är således tolv stycken per serie. (Serien från 2003 där Bich's Back är med innehåller dock tretton modeller.) De mest kända gitarrmodellerna ur alla dessa Art Collection är Boris, Beast, Space Face, Iron Bird och Vampyriella av typen Virgin.
B.C. Rich har även samarbete med gitarrfodraltillverkaren Coffin Case.

## Urval av kända gitarrister/basister som använt/använder BC Rich-gitarrer/basar
- Dave Mustaine
- Nikki Sixx
- Blasphemer
- Lord Ahriman
- Blackie Lawless
- Marc Rizzo
- Kerry King
- Lita Ford
- Mick Thomson
- Chuck Schuldiner
- Slash
- Gene Simmons
- Roy Orbison
- Moto Boy
- Dick Wagner
- Janet Gardner
- Jinxx
- Jake Pitts
- Craig Coldy